# Gertrude Gabl

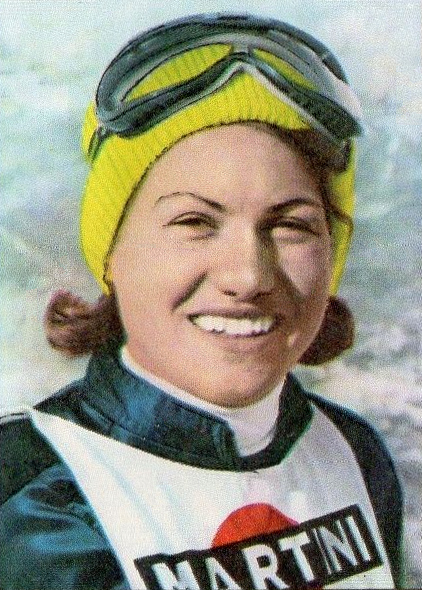
Gertrude Gabl

Gertrude Gabl nació el 26 de agosto de 1948 en Sankt Anton am Arlberg (Austria), fue una esquiadora que ganó una General de la Copa del Mundo, una Copa del Mundo en disciplina de Eslalon y siete victorias en la Copa del Mundo de Esquí Alpino (con un total de 16 podiums).
Murió el 17 de enero de 1976 en una avalancha de nieve en las montañas de Sankt Anton am Arlberg.

## Resultados

### Juegos Olímpicos de Invierno
- 1968 en Grenoble, Francia
  - Eslalon Gigante: 9.ª

### Campeonatos Mundiales
- 1968 en Grenoble, Francia
  - Eslalon Gigante: 9.ª
- 1970 en Val Gardena, Italia
  - Eslalon: 4.ª
  - Eslalon Gigante: 5.ª

### Copa del Mundo

#### Clasificación general Copa del Mundo
- 1966-1967: 18.ª
- 1967-1968: 7.ª
- 1968-1969: 1.ª
- 1969-1970: 16.ª
- 1970-1971: 9.ª
- 1971-1972: 19.ª

#### Clasificación por disciplinas (Top-10)
- 1967-1968:
  - Eslalon: 2.ª
  - Eslalon Gigante: 4.ª
- 1968-1969:
  - Eslalon: 1.ª
  - Eslalon Gigante: 3.ª
- 1970-1971:
  - Eslalon Gigante: 4.ª
  - Eslalon: 8.ª

#### Victorias en la Copa del Mundo (7)

##### Eslalon Gigante (2)
| Fecha                 | Lugar           |
| --------------------- | --------------- |
| 5 de abril de 1968    | Heavenly Valley |
| 17 de febrero de 1969 | Vysoke Tatry    |

##### Eslalon (5)
| Fecha                 | Lugar           |
| --------------------- | --------------- |
| 11 de enero de 1968   | Grindelwald     |
| 6 de abril de 1968    | Heavenly Valley |
| 4 de enero de 1969    | Oberstaufen     |
| 7 de enero de 1969    | Grindelwald     |
| 16 de febrero de 1969 | Vysoke Tatry    |